# Abdullah Yaftali
Abdullah Khan Yaftali (* 6. Mai 1914 in Kabul; † 17. Juli 2003 in Kalifornien), auch Abdullah Khan Yekta, war ein afghanischer Politiker.

## Leben
Abdullah Khan Yaftali war ab den 1940er Jahren in der Da Afghanistan Bank tätig und wurde 1949 deren Präsident. Mitte der 1960er Jahre war er Planungsminister, dann ab 1965 Finanzminister und vom 11. Oktober bis 1. November 1967 vorübergehender Ministerpräsident von Afghanistan, nachdem Mohammad Haschim Maiwandwal aus gesundheitlichen Gründen zurückgetreten war. Nach dem Rücktritt ernannte der afghanische König Mohammed Sahir Schah den bisherigen Staatsminister zum Interimsministerpräsidenten, bis sich eine neue Regierung bilden konnte. In der Regierungszeit wurden die bereits unter seinem Vorgänger weitgehend durchgeführten Reformen abgeschlossen. So wurde im November 1967 ein Oberster Gerichtshof für Afghanistan errichtet. Yaftalis Nachfolger als Ministerpräsident wurde Mohammad Nur Ahmad Etemadi.